# Jaguajir agamemnon
Espèce
Synonymes
- Androctonus agamemnon C. L. Koch, 1839
- Rhopalurus agamemnon (C. L. Koch, 1839)
- Rhopalurus borellii Pocock, 1902
- Centrurus intermedius Penther, 1913
- Rhopalurus acromelas Lutz & Mello, 1922
- Rhopalurus melleipalpus Lutz & Mello, 1922
- Rhopalurus iglesiasi Werner, 1927
- Rhopalurus lambdophorus Mello-Leitão, 1932
- Rhopalurus dorsomaculatus Prado, 1938
- Rhopalurus goiasensis Prado, 1940

Jaguajir agamemnon est une espèce de scorpions de la famille des Buthidae.

## Distribution
Cette espèce est endémique du Brésil. Elle se rencontre au Mato Grosso, au Goiás, au Tocantins, au Bahia, au Pernambouc, au Ceará, au Piauí et au Maranhão.

## Systématique et taxinomie
Cette espèce a été décrite sous le protonyme Androctonus agamemnon par C. L. Koch en 1839. Elle est placée dans le genre Rhopalurus par Pocock en 1902 puis dans le genre Jaguajir par Esposito, Yamaguti, Souza, Pinto-da-Rocha et Prendini en 2017.

## Étymologie
Son nom d'espèce lui a été donné en référence à Agamemnon.

## Publication originale
- C. L. Koch, 1839 : Die Arachniden. Nürnberg, Sechster Band, p. 1-156 (texte intégral).